# Holyrood Abbey
Holyrood Abbey er en ruin af et regluarkanikker-kloster i Edinburgh, Skotland. Klostret blev grundlagt i 1128 af David 1. af Skotland. I 1400-tallet blev klostrets gæstehus ombygget til kongeligt residens, og efter den skotske reformation blev Palace of Holyroodhouse udvidet yderligere. Klosterkirken blev brugt som sognekirke indtil 1600-tallet, og har stået som en ruin siden 1700-tallet. De resterende mure fra klostret ligger i forlængelse af paladset øst for Edinburghs Royal Mile. Stedet er beskyttet som scheduled monument.